# Somornica
Somornica je polslana obalna voda ob izlivih rek, kjer se mešata celinska (sladka) in morska voda. Izraz se uporablja tudi za vodo sladkovodnih izvirov, ki se meša s slano vodo.
Somornice ločimo po tipih na:
- tekoče somornice - rečne delte in estuariji
- lentične somornice - lagune (obseg bibavice, večji od 0,5 m)
- lentične somornice - obalne zajezitve in ribniki (obseg bibavice, manjši od 0,5 m)

Tehnično gledano, somornica vsebuje med 0,5 in 30 gramov soli na liter oziroma je njena specifična teža med 1,005 in 1,010.

## Habitati na področju somornic

### Izlivi
Sladka in slana voda se največkrat mešata ob izlivih rek v morje.
Ta tip ekosistema je zelo pomemben tako za anadromne (ribe, ki živijo v morju in potujejo po reki navzgor, kjer se drstijo) in katadromne (živijo v rekah, razmnožujejo se pa v morju) ribje živalske vrste, kot na primer atlantski losos (sledi anadromnemu ribjemu migracijskemu vzorcu) in rečna jegulja (sledi katadromnemu ribjemu migracijskemu vzorcu), ker oblikujejo pomembna območja med migracijo. Na teh območjih se lahko tvorijo socialne skupine rib in kjer se tudi prilagodijo na spremembe v slanosti vode. Poleg rib, ki migrirajo preko izlivov, pa obstaja veliko drugih rib, ki jih uporabljajo za drstenje, oziroma za mesta, kjer lahko mlade ribe rastejo in se hranijo, dokler ne odpotujejo drugam.
Izlivi rek se pogosto tudi uporabljajo kot ribja lovišča in kot mesta za gojenje rib. Vendar nekateri strokovnjaki niso zagovorniki teh ribogojnic, ker se lahko iz ribogojnic na divje ribe prenese veliko število parazitov, ki pobegnejo iz ograd, kjer gojijo ribe.

### Mangrove
Drugi pomemben ekosistem na območju somornic so mangrove. Veliko, ampak ne vse mangrove uspevajo na obrobjih izlivov rek in lagun, kjer se slanost spreminja z vsako plimo. Ena izmed specializiranih živali, ki živijo na območju mangrov je ostrižu podobna riba, ki lovi žuželke in druge manjše živali tako, da vanje "pljune" tako da padejo v vodo kjer jih nato poje. Tako kot ustja rek, so tudi mangrove zelo pomembne za razmnoževanje mnogo drugih rib in prav tako drugih živali, od krokodilov opic in najrazličnejših ptičev.
Čeprav mangrove pestijo komarji in drugi insekti, ki naredijo mangrove neprijetne za ljudi, so zelo pomembne, ker delujejo kot varovalni pas med vodo in obalo in so naravna obramba proti orkanom in cunamijem.
Največje območje mangrov je v Indiji v Bengalskem zalivu in meri okoli 10.000 km².